# Marines Sediment

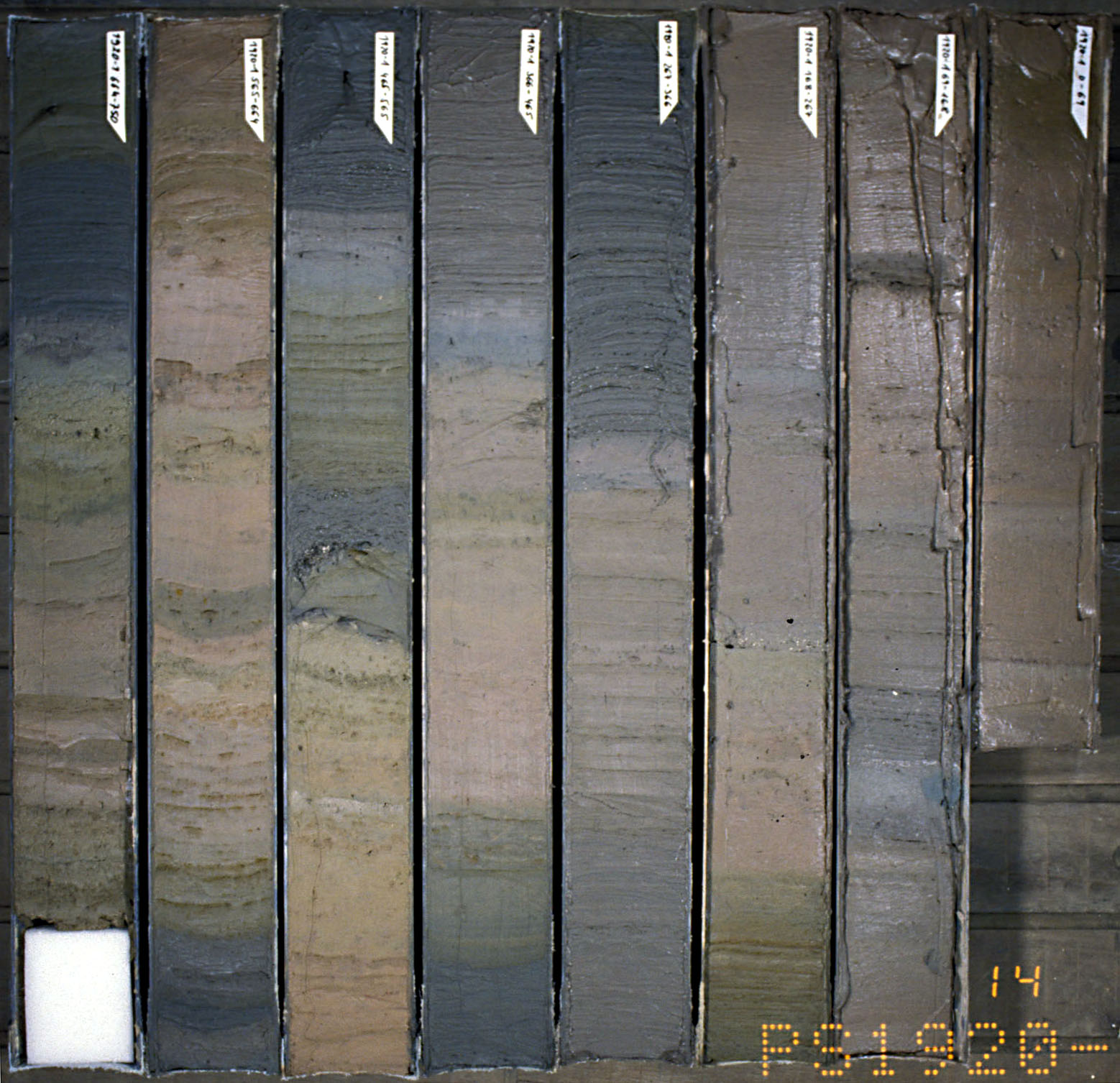
Sedimentprobe vom Grönländischen Kontinentalhang

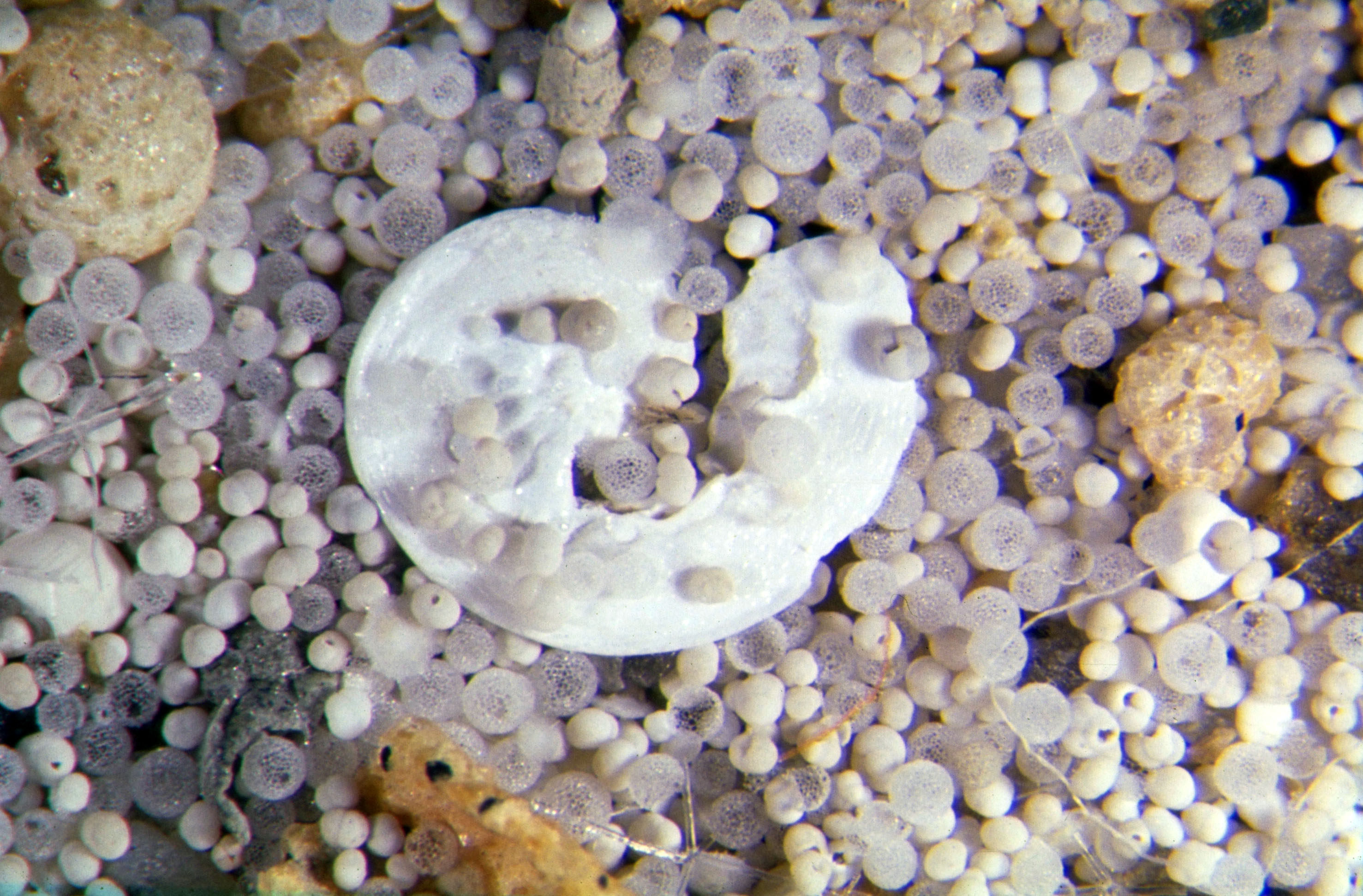
Meso- und Mikrofossilien einer 12.000 Jahre alten Sedimentprobe vom antarktischen Kontinentalhang: Radiolarien (aus amorphem SiO_{2}, die gräulichen, eigentlich transparenten Sphäroiden), Schwammnadeln (ebenfalls aus amorphem SiO_{2}) und Foraminiferen (aus CaCO_{3} und agglutiniertem Silt/Schluff, die größeren und/oder helleren Sphären). Die Breite des Bildausschnittes beträgt etwa 10 mm.

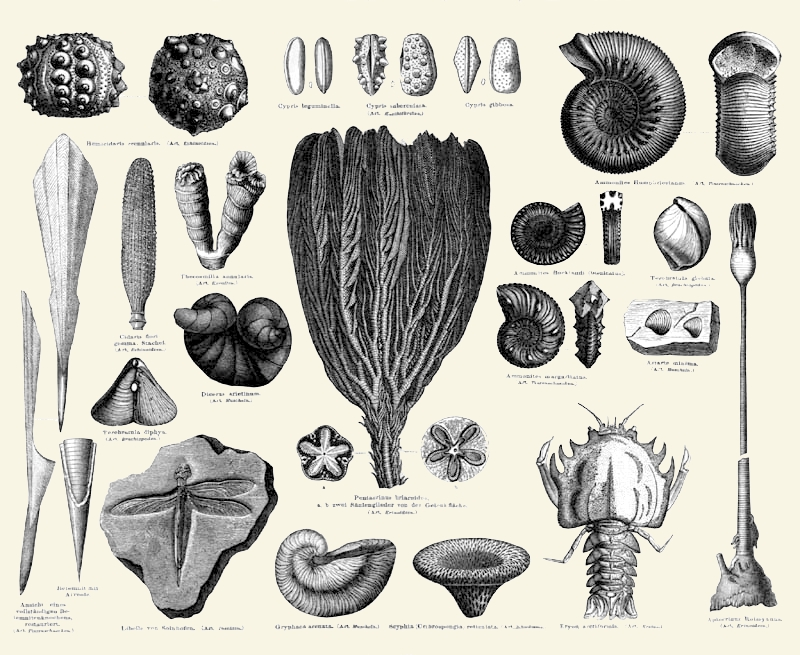
Historische Bildtafel, die Jura-Fossilien zeigt, die überwiegend von Vertretern ausschließlich marin lebender Organismengruppen stammen, u. a. von Seelilien (Mitte, groß), † Ammoniten (rechts daneben und rechts oben), † Belemniten (ganz links), Seeigeln (links oben), Korallen und Armfüßern (das rechte obere bzw. linke untere der vier links mittig platzierten Stücke)

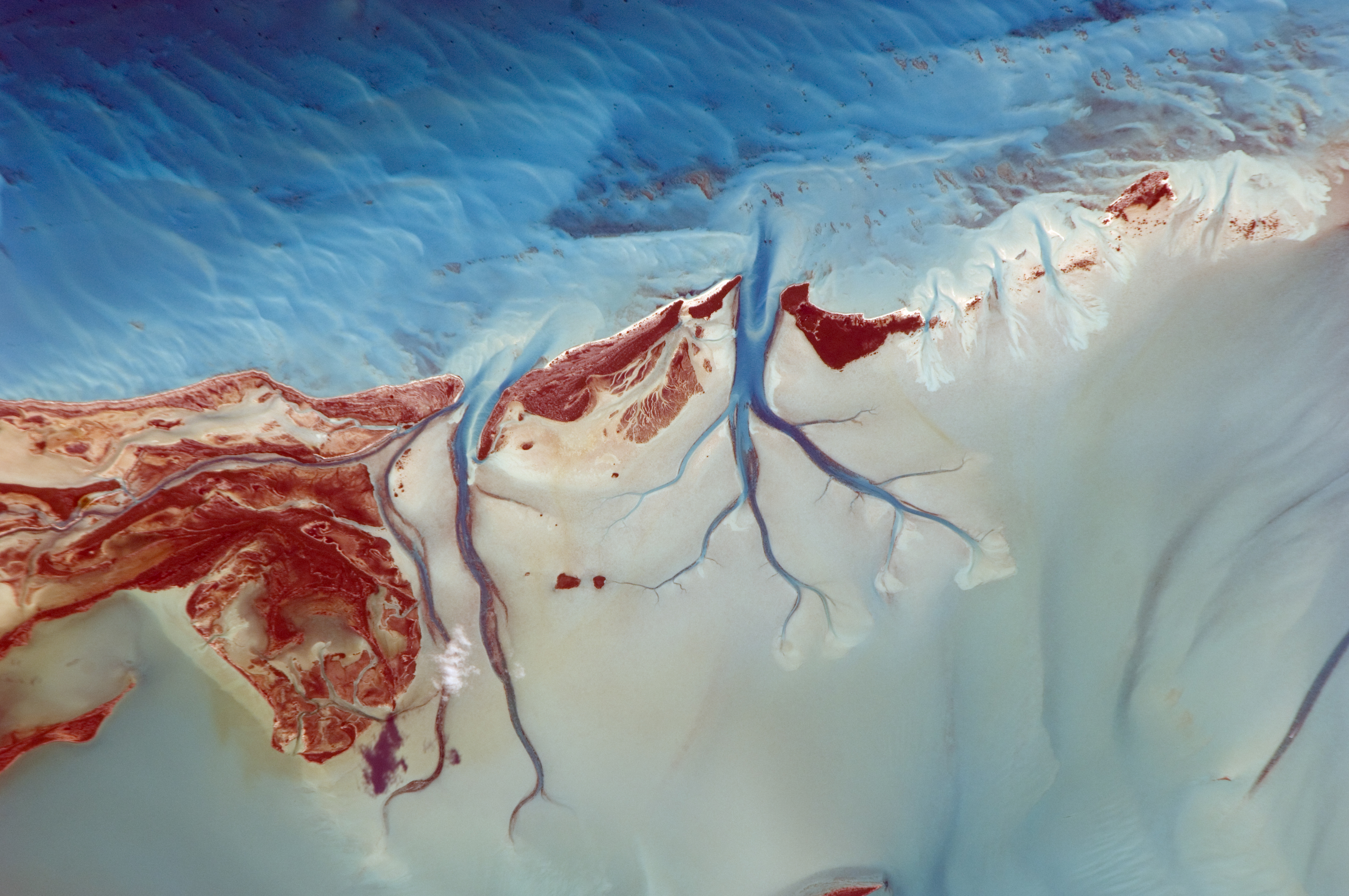
Satellitenaufnahme eines Teils des Karbonatwatts vor Long Island, Bahamas, mit Ablaufrinnen („Priele“)

Durch Erosion aus ca. 40 Millionen Jahre alten (Eozän) Meeressedimenten freigelegter fossiler Wal im Wadi Al-Hitan in Ägypten

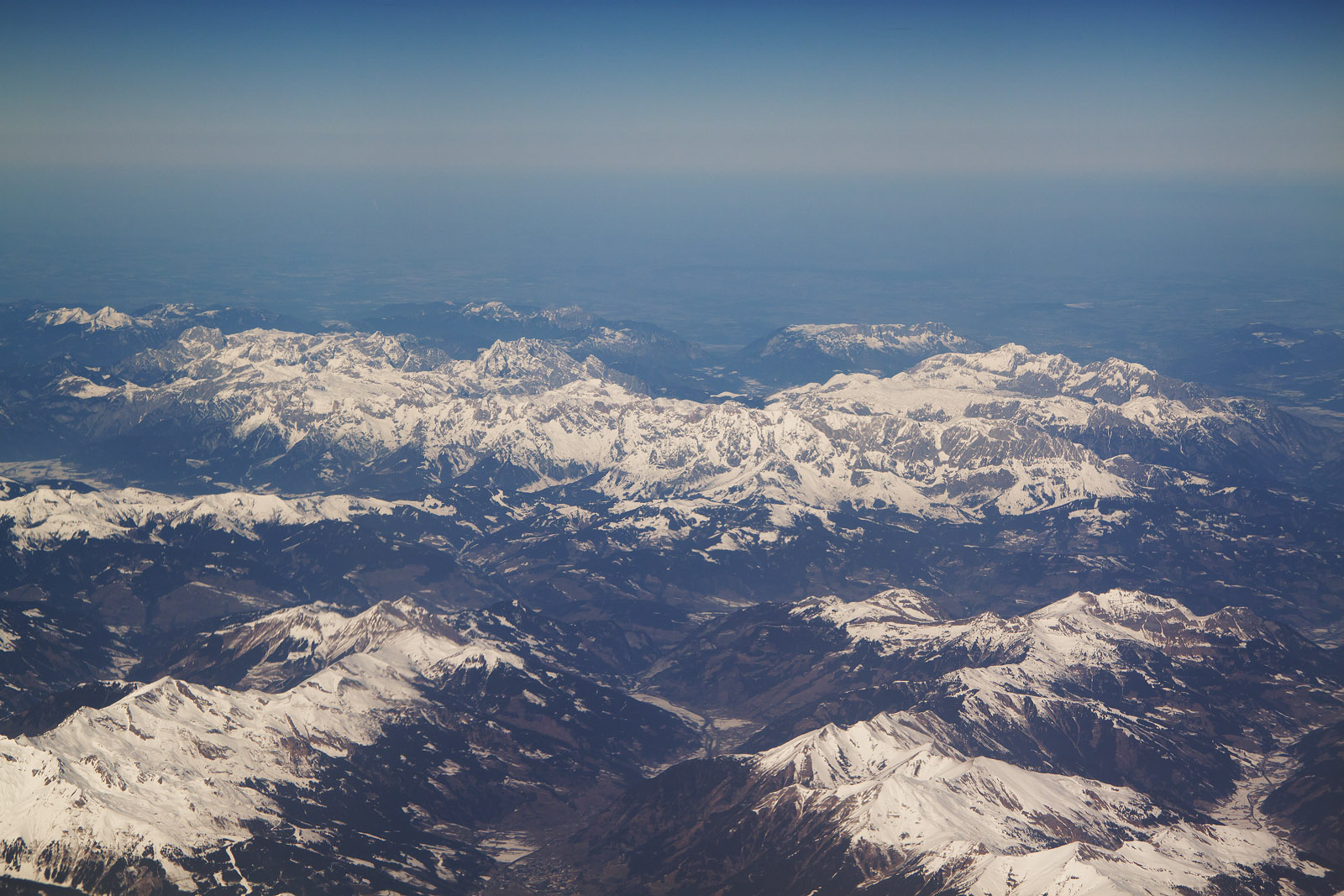
Die Berchtesgadener Alpen (hier in einer Luftaufnahme) sind nahezu ausschließlich aus marinen Kalksteinen der Trias aufgebaut

Als marine Sedimente oder Meeressedimente bezeichnet die Geologie jene Sedimente, die sich in Meeresbecken ablagern bzw. abgelagert haben. Sie stellen weltweit den größten Anteil unter sowohl den rezenten Sedimenten als auch den Sedimentgesteinen. Die Masse unter den Meeressedimenten stellen wiederum die Schelfsedimente. Den Meeressedimenten gegenüber stehen die terrestrischen Sedimente (auch kontinentale Sedimente genannt) die alle Ablagerungen des Festlands, einschließlich der Süßgewässer, umfassen.
Marine Sedimente und Sedimentgesteine sind wichtige Mutter- und Speichergesteine für Erdöl und Erdgas.

## Grobgliederung
Primär sind zwei Formen von Meeressedimenten zu unterscheiden: Terrigene Sedimente und aquagene Sedimente. Terrigene Sedimente (auch lithogene Sedimente genannt) resultieren aus dem Eintrag von meist fein- und feinstkörnigem erodierten (→ detritischen) Gesteinsmaterial durch Flüsse, in geringerem Maße auch durch Wind oder Gletscher, vom Festland in die Meere. Man spricht daher auch von allochthonen Sedimenten. Zu diesen zählen marine Sand-, Silt- und Tonsedimente. Aquagene Sedimente hingegen entstehen in situ (vor Ort) durch passive Ausfällung aus dem Meerwasser oder infolge aktiver Abscheidung aus dem Gewebe von Meereslebewesen. Man spricht daher auch von autochthonen Sedimenten. Zu ihnen gehören u. a. die marinen Karbonat- und Silikatschlämme sowie Riffkalke.

## Unterscheidung von terrestrischen Sedimenten
Einige Sedimenttypen, wie Sand, Silt und Ton bzw. die daraus hervorgehenden Sedimentgesteine, können auch auf dem Festland zur Ablagerung gekommen sein, z. B. in Tiefebenen. Ein wichtiges Kriterium zur Unterscheidung von marinen und kontinentalen Sedimenten ist die Fossilführung. Meeressedimente weisen Fossilien typischer Meereslebewesen auf. Dazu gehören unter den Makrofossilien vor allem die Kopffüßer, Armfüßer, Stachelhäuter, Trilobiten (nur in paläozoischen Sedimentgesteinen) und Korallen. Unter den Meso- und Mikrofossilien sind Foraminiferen, Coccolithophoriden und Conodonten (i.e.L. im Jungpaläozoikum) typische Anzeiger für marines Milieu. Auch bestimmte Spurenfossilien, beispielsweise Thalassinoides, charakterisieren Meeresablagerungen.

## Faziestypen mariner Sedimentgesteine
Der große Ablagerungsraum Meeresbecken ist intern in zahlreiche kleinere Ablagerungsräume gegliedert. Dabei weist jeder dieser Ablagerungsräume spezielle Ablagerungsbedingungen auf (Wassertiefe, Entfernung zur Küste, Rate des terrigenen Eintrags, Licht- und Nährstoffangebot, chemisches Milieu einschl. Sauerstoffgehalt, Salzgehalt, pH-Wert, Wassertemperatur usw.), was dazu führt, dass Sedimente, die in einem bestimmten Ablagerungsraum akkumulieren, typische Merkmale besitzen. So nimmt z. B. die mittlere Korngröße terrigener Sedimente in den meisten Fällen mit zunehmender Entfernung des Ablagerungsraumes zur Küste ab. Auch die Fossilführung kann Hinweise auf den Ablagerungsraum geben. So sind Fossilien von Kopffüßern eher typisch für küstenferne Sedimente.
Die Gesamtheit aller Merkmale, die ein marines Sedimentgestein in Abhängigkeit seiner Ablagerungsbedingungen aufweist, wird als marine sedimentäre Fazies bezeichnet und je nach Ablagerungsraum näher spezifiziert. So wird eine Küstenfazies, die die Gesamtheit der unmittelbar in Küstennähe abgelagerten Sedimente umfasst, von einer neritischen Fazies, die die Gesamtheit der Flachmeersedimente in gewisser Entfernung zur Küste umfasst, und diese wiederum von einer pelagischen Fazies, die die Gesamtheit der Tiefseesedimente des offenen Ozeans umfasst, unterschieden. Innerhalb dieser groben Faziesgliederung wird weiter unterteilt.
Die weltweit höchste Diversität an Ablagerungsräumen/-milieus und damit die größte Vielfalt an Faziestypen entfällt auf die Küstenbereiche und die Flachsee (Schelf). So werden dort u. a. Wattfazies, Sabchafazies, Rifffazies, diverse Lagunenfazies, Deltafazies (als Übergangsfazies von fluviatiler zu mariner Sedimentation), Prodeltafazies und offener Schelf (bei relativ großer Wassertiefe und Küstenferne und entsprechend relativ monoton-feinkörniger Sedimentation auch als hemipelagische Fazies bezeichnet) unterschieden. Alle diese Ablagerungsräume bzw. Fazies lassen sich intern wiederum in einzelne Ablagerungsbereiche bzw. Subfazies gliedern.
Tiefseesedimente sind weitaus geringdiverser und in erster Linie durch Schlämme bzw. sehr feinkörnige Gesteine verschiedener Zusammensetzung repräsentiert. Eine spezielle Tiefseefazies ist die Turbiditfazies, die u. a. durch einen speziellen Transportmechanismus des Sediments, sogenannte Trübeströme, charakterisiert ist und daher relativ grobkörnige Ablagerungen aufweist. Eine Spezialform der Turbiditfazies ist wiederum die Flyschfazies, die einen Ablagerungsraum an einem aktiven Kontinentalrand repräsentiert.

## Geologische Überlieferung
Heute finden sich große Vorkommen mariner Sedimentgesteine auf dem Festland. Dies hat vor allem zwei Ursachen: Meeresspiegelschwankungen und Gebirgsbildungen.

### Meeresspiegelschwankungen
In geologischen Zeiträumen betrachtet, fällt und steigt der eustatische Meeresspiegel und heben und senken sich Bereiche der kontinentalen Erdkruste aus verschiedenen Gründen in relativ kurzer Folge. Ein Anstieg des eustatischen Meeresspiegels oder die Absenkung einer Krustenscholle am Rand eines Kontinentalblocks führt zu sogenannten marinen Transgressionen, d. h., das Meer dringt auf den Kontinent vor, wodurch sich dort entsprechende Ablagerungen ansammeln. Da der eustatische Meeresspiegel aktuell im Vergleich zum phanerozoischen Mittelwert relativ niedrig liegt, sind weite Teile der Kontinentalblöcke heute Festland und die marinen Ablagerungen vergangener erdgeschichtlicher Epochen liegen buchstäblich „auf dem Trockenen“.
Beispiele für solche ehemaligen Meeresbereiche auf den heutigen Festländern (sogenannte Epikontinentalmeere) sind das Zechsteinmeer des Perms und das Muschelkalkmeer der Trias von Mitteleuropa sowie der Western Interior Seaway der Kreide Nordamerikas.

### Gebirgsbildungen
Der zweite Mechanismus, durch den Meeresablagerungen auf das Festland geraten können, sind die plattentektonisch verursachten Gebirgsbildungen infolge des Zusammenstoßes zweier Kontinentalblöcke. Während des Zusammenstoßes werden die Sedimente, die sich in dem Meeresbecken angesammelt hatten, das vor der Kollision zwischen diesen Kontinentalblöcken bestand, gefaltet, übereinandergeschoben und schließlich großflächig in Form eines Kettengebirges (veraltet Faltengebirge, geol.: Kollisionsorogen) herausgehoben. Beispiele für Meeressedimente in Kettengebirgen gibt es überall auf der Welt, in Europa vor allem in Gestalt der zu einem Großteil von marinen Kalksteinen geprägten alpidischen Ketten, wie den Alpen (speziell Ost- und Südalpen), dem Apennin oder dem Dinarischen Gebirge.